# Sejus togatus
Sejus togatus  (лат.) — вид клещей из отряда Mesostigmata (Sejoidea). Иногда его выделяют в отдельный род Dwigubskyia Oudemans, 1936 и семейство Dwigubskyiidae Vitzthum, 1941. Западная и Восточная Европа, Кавказ, Западная Сибирь. У самок метаподальные щитки обособлены, а у самцов слиты с вентральным диском. Задний край идиосомы несёт 2 пары каудальных выростов с апикальными щетинками. Обитают в муравейниках, почве, лесной подстилке, гниющей древесине и пещерах.